# Ahillones
Ahillones település Spanyolországban, Badajoz tartományban. Ahillones Berlanga és Casas de Reina községekkel határos. Lakosainak száma 784 fő (2024).

## Népesség
A település lakosságának változását az alábbi diagram mutatja:
| Lakosok száma | 1168 | 1113 | 1084 | 1052 | 1007 | 990  | 934  | 871  | 851  | 784  |
|               | 2001 | 2004 | 2006 | 2009 | 2011 | 2014 | 2016 | 2019 | 2021 | 2024 |